# Lift Your Skinny Fists Like Antennas to Heaven
Lift Your Skinny Fists Like Antennas to Heaven (znany też jako Lift Yr. Skinny Fists Like Antennas to Heaven i Levez Vos Skinny Fists Comme Antennas to Heaven) – podwójny album grupy Godspeed You! Black Emperor. Album został nagrany w Chemical Sound Studios w Toronto, Ontario i wydany przez Kranky oraz Constellation Records w 2000 roku. W 2001 roku magazyn Q umieścił go na liście "50 Heaviest Albums of All Time".

## Album
Lift Your Skinny Fists Like Antennas to Heaven strukturą i zamysłem przypomina bardziej symfonię niż tradycyjne utwory muzyki popularnej czy rockowej. Cztery ścieżki zapisane na albumie składają się z wielu tematów, opatrzonych własnymi tytułami i płynnie przechodzącymi jeden w drugi. Muzyka zawarta na płycie jest instrumentalna, z wyjątkiem kilku sampli głosów i wokaliz.
Edycja winylowa płyty zawiera na okładce diagram autorstwa Efrima Menucka, ilustrujący każdy utwór i jego składowe jako prostokąt, którego długość wyznaczona jest przez czas trwania utworu; dodatkowo, niektóre prostokąty unoszą się tworząc krzywe. Tytuły i czasy trwania są dopisane na tym wykresie.
We wkładce wydania CD płyty znajdują się zdjęcia autorstwa pochodzącego z Rhode Island artysty Williama Schaffa. Wydanie winylowe również zawiera te grafiki na okładce. Na odwrotnej stronie okładki znajdują się zdjęcia zrobione przez członków zespołu.

## Lista utworów
Na płycie CD zapisane są cztery ścieżki, z których każda zawiera kilka segmentów. Ich tytuły znajdują się na okładce albumu; czas trwania podano według oficjalnej dyskografii GY! BE, ponieważ długości podane we wkładce są nieprecyzyjne.

### CD1
1. "Storm" – 22:32
  - "Lift Yr. Skinny Fists, Like Antennas to Heaven..." – 6:15
  - "Gathering Storm/Il Pleut à Mourir [+Clatters Like Worry]" – 11:10
  - "'Welcome to Barco AM/PM...' [L.A.X.; 5/14/00]" – 1:15
  - "Cancer Towers on Holy Road Hi-Way" – 3:52
2. "Static" – 22:35
  - "Terrible Canyons of Static" – 3:34
  - "Atomic Clock." – 1:09
  - "Chart #3" – 2:39
  - "World Police and Friendly Fire" – 9:48
  - "[...+The Buildings They Are Sleeping Now]" – 5:25

### CD2
1. "Sleep" – 23:17
  - "Murray Ostril: '...They Don't Sleep Anymore on the Beach...'" – 1:10
  - "Monheim" – 12:14
  - "Broken Windows, Locks of Love Pt. III." – 9:53
2. "Antennas to Heaven" – 18:57
  - "Moya Sings 'Baby-O'..." – 1:00
  - "Edgyswingsetacid" – 0:58
  - "[Glockenspiel Duet Recorded on a Campsite In Rhinebeck, N.Y.]" – 0:47
  - "'Attention...Mon Ami...Fa-Lala-Lala-La-La...' [55-St. Laurent]" – 1:18
  - "She Dreamt She Was a Bulldozer, She Dreamt She Was Alone in an Empty Field" – 9:43
  - "Deathkamp Drone" – 3:09
  - "[Antennas to Heaven...]" – 2:02

Uwagi
- "Broken Windows, Locks of Love Pt. III" pierwotnie był zatytułowany "3rd Part."
- "She Dreamt She Was a Bulldozer, She Dreamt She Was Alone in an Empty Field" nosił najpierw tytuł "John Hughes."
- "Monheim" i "Chart #3" zostały zaprezentowane 19 stycznia 1999 w audycji Johna Peela jako dwa pierwsze segmenty utworu "Hung Over as the Queen in Maida Vale." Partia zamykająca ten utwór nosiła tytuł "Steve Reich", na cześć minimalistycznego kompozytora.

## Twórcy
Godspeed You! Black Emperor
- Roger Tellier-Craig – gitara
- Norsola Johnson – wiolonczela
- Efrim Menuck – gitara
- Mauro Pezzente – gitara basowa
- David Bryant – gitara
- Thierry Amar – gitara basowa
- Sophie Trudeau – skrzypce
- Aidan Girt – perkusja
- Bruce Cawdron – perkusja

Inni muzycy
- Brian i Alfons – waltornie

Produkcja
- Daryl Smith – producent
- John Golden – mastering